# Sergei Alexandrowitsch Stepanow
Sergei Alexandrowitsch Stepanow (russisch Сергей Александрович Степанов; im Englischen häufig als S. A. Stepanov zitiert; * 24. Februar 1941) ist ein russischer Mathematiker, der sich mit Zahlentheorie beschäftigt. Er ist am Institut für Probleme der Informationsübertragung der Russischen Akademie der Wissenschaften.
Stepanow habilitierte sich (russischer Doktortitel) 1977 am Steklow-Institut bei Dmitri Konstantinowitsch Faddejew mit der Arbeit Eine elementare Methode in der algebraischen Zahlentheorie. Er war 1987 bis 2000 Professor am Steklow-Institut in Moskau. In den 1990er Jahren war er außerdem an der Bilkent-Universität in Ankara.
Bekannt ist Stepanov für seine Arbeiten in der arithmetischen algebraischen Geometrie, speziell für die Weil-Vermutungen über algebraischen Kurven, für die zuerst André Weil selbst einen Beweis führte. Stepanow gab 1969 einen „elementaren“ Beweis. Er befasst sich auch mit Kodierungstheorie unter Aspekten der algebraischen Geometrie.
Stepanov erhielt 1975 den Staatspreis der UdSSR. Er ist Fellow der American Mathematical Society.

## Schriften
- Codes on Algebraic Curves, Kluwer 1999
- Arithmetic of Algebraic Curves, New York, Consultants Bureau 1994, Russisches Original: Moskau, Nauka, 1991, Besprechung von Joseph Silverman, Bulletin AMS, 1996, PDF-Datei
- mit Cem Yildirim (Herausgeber): Number theory and its applications, Marcel Dekker 1999